# Францев Еммануїл Петрович
Францев Еммануїл Петрович, у деяких джерелах — Францов (нар. 1848 — пом. 29 серпня 1909, Миколаїв) — видавець, громадський діяч, меценат, колекціонер, засновник Миколаївського природничо-історичного музею.

## Життєпис
Походив з сім'ї німецьких переселенців, які оселилися в Одесі у 1826 році. Батько — Петро Федорович Францев (1805—1884) керував одеською міською друкарнею, був засновником газети «Одесский вестник». У 1848 році відкрив власну друкарню «П. Францев» і став одним з найбільш успішних книговидавців у місті. Редакторському ремеслу навчав і свого сина аби той продовжив родинну справу.
Еммануїл Францев навчався друкарській справі в Лейпцигу. З 1884 року, після смерті батька, керував друкарнею, але після зустрічі із своєю майбутньою дружиною, Матильдою Антонівною, продав видавництво і переїхав до Миколаєва.

### Миколаївський період
Пов'язувати свою діяльність з друкарською справою у Миколаєві не став. Відразу після приїзду до міста, Францев активно включився у суспільно-політичне життя. В різний час був гласним Миколаївської міської думи, членом міської управи, директором міського тюремного комітету, головою ради при євангелічно-лютеранській церкві та місцевого відділення Імператорського Російського Музичного товариства. Деякий час Францов керував товариством з облаштування нічліжних будинків та дешевих їдалень. Входив до складу правління товариства любителів природи, Червоного Хреста, був членом миколаївського товариства трудової допомоги та товариства садівництва. Подружжя Францових були членами правління Миколаївського округу Товариства порятунку на воді, мали довічне членство у Миколаївському благодійному товаристві та регулярно здійснювали різного роду пожертви.
У вільний час займався написанням музичних творів. Помер 29 серпня 1909 року в Миколаєві. Похований в Одесі.

## Колекціонування
У молодості Францев тісно спілкувався з колекціонерами та мандрівниками. З часом головною та основною метою його життя стало колекціонування. Свою натуралістичну колекцію почав збирати ще в Одесі і захоплювався її поповненням протягом 40 років. У моряків, натуралістів та гірничих промисловців, а також за допомогою закордонних фірм скуповував опудала екзотичних риб та комах, гербарії, мінерали з Уралу, корали, мушлі, скам'янілості та інші предмети природничої історії. Крім того, купував картини, книги, географічні карти.
Його зібрання вираховувалося тисячами екземплярів. Так, тільки одна колекція метеликів нараховувала 25 тисяч видів; колекція коралів і раковин молюсків з більше ніж 20 тисяч.
Пізніше колекція стала основою приватного природничо-історичного музею, що був облаштований в особливому кам'яному приміщенні у будинку на вулиці Адміральській, 8, де й проживала родина Францева. У 1886 році музей був відкритий для безоплатного відвідування всіма охочими. Екскурсії в музей стали обов'язковими для учнів навчальних закладів міста.
Перед смертю залишив заповіт, згідно з яким вся колекція після його смерті мала перейти у власність міста. Після його смерті колекцію перевезли в інше приміщення. Колекція вона стала основою міського природничо-історичного музею, який було відкрито у 1913 році в приватному будинку Йосипа Мойсейовича Заславського, що знаходився на розі вулиць Великої і Малої Морської.
Сьогодні експонати колекції Францева зберігаються у Миколаївському обласному краєзнавчому музеї.